# Giuseppe Pietri

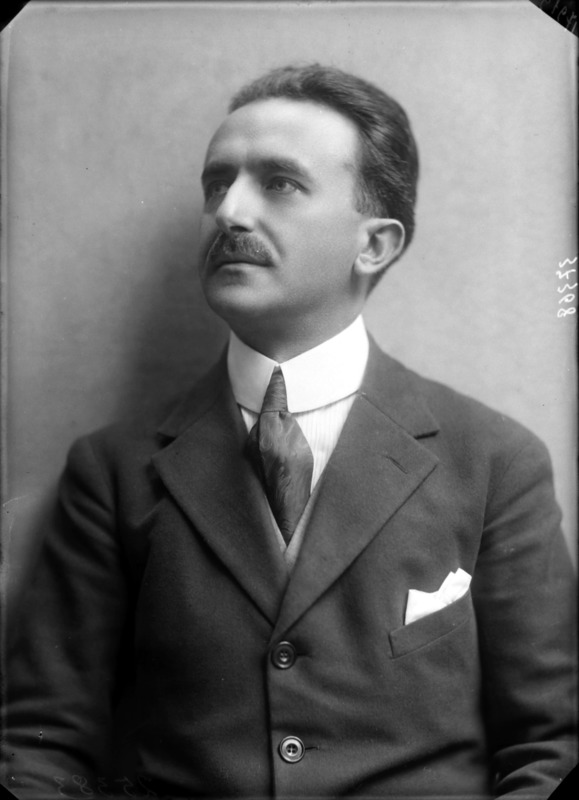
Giuseppe Pietri

Giuseppe Pietri (* 6. Mai 1886 in Sant’Ilario, heute zu Campo nell’Elba; † 11. August 1946 in Mailand) war ein italienischer Komponist.
Pietri studierte am Mailänder Konservatorium Komposition bei Gaetano Coronato, Harmonielehre und Kontrapunkt bei Amintore Galli. Nach seinem Opernerstling Calendimaggio, der 1910 in Florenz uraufgeführt wurde, widmete sich Pietri vorrangig der Komposition von Bühnenwerken, neben insgesamt vier Opern in veristischer Tradition schrieb er zahlreiche Operetten, die im Gegensatz zu seinen Opern außerordentlich populär wurden und noch heute auf den italienischen Spielplänen zu finden sind. Sein Verdienst ist hierbei die Entwicklung eines eigenständigen italienischen Idioms für die Operette, das er nicht zuletzt aus den Sujets des regionalen Volkstheaters schöpfte, dem die Bücher seiner Werke entstammten. Den Durchbruch errang er bereits mit seinem ersten Werk des Genres, Addio giovinezza, einem Stück, das in der Studenten-Bohème Turins spielt, das 1915 in Livorno herauskam. Das bekannteste wurde L’acqua cheta, das 1920 in Rom zur Uraufführung kam. Der Text stammte aus einem 1908 erschienenen toskanischen Dialekt-Stück des Autors Augusto Novelli und brachte eine Liebeskomödie im Florentiner Kleinbürgermilieu auf die Bühne. Ein einziges Werk Pietris wurde ins Deutsche übersetzt, Rompicollo, ein Stück um den Seneser Palio, das 1928 in Mailand uraufgeführt wurde, stand als Das große Rennen einige Zeit auf deutschen Spielplänen.

## Werke
- Opern
  - Calendimaggio, Libretto: Pietro Gori, Florenz 1910
  - Ruy Blas, nach Victor Hugo, Bologna 1916
  - Maristella, Neapel 1930 (Auszüge erhältlich auf CD bei Myto Records, mit Rina Gigli und Agostino Lazzari, 1956)
  - Rondine bionda, Livorno 1937
  - La canzone di San Giovanni, Sanremo 1939
- Operetten (Auswahl)
  - Addio giovinezza („Adieu, Jugend“), Libretto: Sandro Camasio, Livorno 1915
  - Acqua cheta („Stille Wasser“), Libretto: Augusto Novelli, Angelo Nessi, Rom 1920
  - Guarda, guarda la mostarda!, Rom 1923
  - La donna perduta, Libretto: Guglielmo Zorzi, Guglielmo Giannini, Rom 1923
  - Primarosa, Libretto: Renato Simoni, Mailand 1926
  - Rompicollo („Das große Rennen“), Libretto: Luigi Bonelli und Ferdinando Paolieri, Mailand 1928
  - Casa mia, casa mia …, Libretto: Augusto Novelli, Angelo Nessi, Rom 1930